# 菊原まどか
菊原 まどか（きくはら まどか、1984年4月22日 - ）は、日本の元AV女優。
神奈川県出身。
血液型：O型、身長：164cm 、スリーサイズ：B88（F）・W60・H86。

## 略歴
2004年、宇宙企画（メディアステーション）から単体女優としてAVデビュー。
同年10月以降はセル系メーカーを中心にあらゆるジャンルの作品で活躍。

## 作品

### アダルトビデオ
2004年
- ヴィーナスNUDE（1月18日 宇宙企画） ※デビュー作
- 変態っぽいの好きかも!?（2月10日 宇宙企画）
- Pure White Cocktail 菊原まどか（3月26日 宇宙企画）
- 僕専用 清純女子校生 菊原まどか（セル）/ 清純女子校生は僕専用 菊原まどか（レンタル）（3月26日、TMA）
- 淫女〜みだら〜 菊原まどか（セル）/ 淫女〜みだらな女〜 菊原まどか（レンタル）（4月16日、TMA）
- 本能 菊原まどか（5月28日、TMA）
- アイドル生○出し（7月30日、TMA）オムニバス作品
- アナル中出しマゾ人形 菊原まどか（10月1日、マルクス兄弟）
- 気持ち良くなろうよ!（10月28日、オーロラプロジェクト）
- バーチャル・ソープ 泡姫天使（11月25日、オーロラ・プロジェクト）
- スーパーBODYと淫語とゴックン（12月8日、マルクス兄弟）

2005年
- デジタルモザイク アナル生ファック（1月7日、GLAY'z）
- 陵辱妻 尻穴地獄（1月15日、隼エージェンシー）
- ゴールドマンの淫語オーディション 3（1月15日、隼エージェンシー）
- 手を使わずオナニーで濡らして（1月20日、ブリット）
- エロレグ。（1月29日、LEO）オムニバス作品
- エロBODY 私、初めてアナルでイッちゃいました（2月7日、カルマ）
- Love Portion（2月10日、オーロラ・プロジェクト）
- ショタコン 2（2月11日、GIGA）
- 噂のどすけべ\キャッシング!! ち○ぽドキドキ即マンお姉さん! 3（2月17日、ディープス）
- AVアイドルを舞台に上げてヤジとイジメで犯しまくる（2月17日、ブリット）
- こだわりの手コキ 39人の手コキ嬢（2月17日、隼エージェンシー）
- QUIET2（2月19日、プレステージ）
- ヴィーナス・ラバーズ（2月23日、オーロラ・プロジェクト）
- 帰ってきたスーパーヒロイン7（2月25日、GIGA）
- 美人ナースのSEXファイル（2月25日、うまなみ。）
- セクハラ!セクハラ!!セクハラッ!!!（2月26日、LEO）オムニバス作品
- 服従家庭教師（3月4日、タカラ映像）
- デジタルコカン（3月8日、マルクス兄弟）
- 気持ち良くなろうよ 菊原まどか 2nd（3月11日、オーロラ・プロジェクト）
- 宇宙刑事ハダカイザー（3月11日、GIGA）
- 若妻陵辱（3月11日、タカラ映像）
- 密室フェロモン 3（3月11日、ドグマ）
- エロエロナースステーション（3月19日、LEO） オムニバス作品
- 見世物小屋（3月23日 オーロラ・プロジェクト）
- 本物! 素人女子大生（3月25日、うまなみ。）
- 僕、専用。[Z]03（4月1日、ゴーゴーズ）
- 徹底連続アクメ興奮映像 32（4月1日、プレステージ）
- 制服トランス 1（4月1日、ワンズファクトリー）
- 手コキクリニック 5（4月7日、SODクリエイト）
- Free Sex 菊原まどか（4月7日、ヒビノ）
- 淫語ママハメスタイル（4月8日、マルクス兄弟）
- 僕の家庭教師はソープ嬢（4月8日、Soap）
- 娼女A 不純（4月9日、フリービジョン）オムニバス作品
- 白く渇いた季節に舞い降りた白衣の天使（4月10日、魂奇）
- キス・コレクション2 34人のべろんちょ娘（4月15日、隼エージェンシー）
- スチュワーデスの生SEX・1 「騎乗のスッチー、痴情のスッチー」（4月21日、コロナ）…
- Highest Expectation（4月21日、オーロラ・プロジェクト）
- 雌女anthology #18（4月29日、アウダースジャパン）
- イカせ続けると女はどーなるのか? 8（5月1日、ワンズファクトリー）
- アナルバージン生中出し実験室（5月13日、マルクス兄弟）オムニバス作品
- 黒髪女子校生 黒タイツ編（5月13日、ビッグモーカル）
- 近親慕情 2（5月18日、姦流）
- 痴女ハウスへようこそ!（5月18日 隼エージェンシー）
- 我慢できない人妻たち 夫とのSEXじゃ物足りないの…。（5月18日、隼エージェンシー）
- やっぱ！中出しでしょ2 *10人の中出し姫*（5月18日、隼エージェンシー）
- オナニスト ［第十章］（5月18日、隼エージェンシー）他多数出演
- 制服ジャック 裏合法学園 狙われた女教師と女子校生（5月20日、D3）
- 先生の股間が気になって…僕、もうガマンできない。（5月25日、エービーエー）オムニバス作品
- 菊原まどかのレズでオナニーさせてあげるわ（6月7日、ハンドメイドビジョン）
- 女教師暴行レイプ 2（6月10日、D3）…
- マルクス☆コスプレメイド NONSTOP 4時間（6月13日、マルクス兄弟）オムニバス作品
- フェラマニア 25人のおしゃぶり姫（6月15日、隼エージェンシー）
- 爆走!いじられ屋台がイク!!（6月16日、SODクリエイト）
- 女子大生の生下半身 女子大生に犯されちゃいました。（6月18日、コロナ）
- 僕の彼女はレースクイーン（6月20日）
- 制服イマラチオ（6月21日、ロッソ）
- 服従イラマチオ（6月24日、タカラ映像）
- 絶対征服4時間（7月13日、マルクス兄弟）
- バイブの虜 15（7月17日、プールクラブ）
- フェラ娘。（7月21日、ディープス）オムニバス作品
- READY TO RUMBLE（8月12日、TMA）
- 夏☆美脚（8月19日（セル）/8月26日（レンタル）、笠倉出版社）
- 野外プレイ 3時間スペシャル 4（8月19日、クリスタル映像）オムニバス作品
- 連続生中出し 菊原まどか（8月20日、中出し本舗）
- 発情パフォーマンス（9月13日、隼エージェンシー）
- FACE[フェイス] 87（9月16日、アウダースジャパン）
- 裏FACE 催眠[赤] 15（9月16日、アウダースジャパン）
- 制服絶叫フルコース 4（9月16日、シネマジック）
- 全国出張ファン感謝祭 埼玉県所沢市編（9月22日、SODクリエイト）
- ど痴女 8（9月23日、U&K）
- FETCH&EROTIC お姉さん 黒Stocking（9月23日、笠倉出版社）
- レ・ズ・ビアン 20（10月7日、U&K）
- やっぱ!中出しでしょ III 10人の中出し姫（10月13日、隼エージェンシー）
- プレミアレッグ 4（10月14日 U&K）
- うまなみプレゼンツ 10美人ナース 4時間（10月28日、おかず。）うまなみ。作品『美人ナースのSEXファイル』のセルDVD化作品、
- 喉の奥までチンポをブチ込め（11月1日、ワンズファクトリー）
- ご奉仕娘。あなたの願い叶えてあげる（11月10日、ラストラン）オムニバス作品
- AV業界NO.1の騎乗位腰振りフェラアイドルが23本ヌキ（11月17日、アイエナジー）
- 淫らなお姉さんは好きですか 16（11月19日、クリスタル映像）
- 肉体労働の女 8（11月23日（レンタル）/ 12月9日（セル）、VIP）オムニバス作品
- 男子禁制 オナオナ独り遊び（11月25日、U&K）
- ビキニ倶楽部 act.4 菊原まどかがイクっ!（11月25日、無敵屋）
- girls portrait #3 MADOKA（11月30日、レックオーバー）
- 菊原まどかのイキッパ（12月1日、グローリークエスト）
- 体感Fuck・if…40（12月2日、桃太郎映像出版）
- PORNOGRAPH 06（12月3日、ハマジム）オムニバス作品
- 痴女がハメ撮り（12月3日、AVS）
- 集団痴女ダンサーズ 完全版（12月16日、おかず。）
- 競泳水着の女（12月21日、ヒビノ）…
- 催眠[赤]DX〜セックストランス編〜（12月23日、アウダースジャパン）
- 催眠[赤]DX〜mc編〜（12月23日、アウダースジャパン）
- 催眠[赤]DX〜VS編〜（12月23日、アウダースジャパン）
- 催眠[赤]DX〜スーパーコンプリート編〜（12月23日、アウダーズジャパン）
- 強制レイプマニアックス 8（12月23日（レンタル） / 2006年1月13日（セル）、VIP）

2006年
- 中出しされたいお姉さん（1月7日、グローリークエスト）
- 素人逆ナンパ中出し（1月13日、隼エージェンシー）
- 巨乳家庭教師 先生の授業がエロすぎて僕…ガマンできない（1月13日、隼エージェンシー）
- オープンカーでスカートの切れ目から電動マッサージ器を突っ込んでイタズラするのが最高（1月20日、ホットエンターテイメント）
- ザ・女子大生狩り 4（1月20日、クリスタル映像）
- 愛しのフェラチーオ2 16人のザーメン中毒（2月10日、隼エージェンシー）
- こだわりの手コキ 40人のハンドメイド（2月10日、隼エージェンシー）
- 美人教師狩り 5（2月17日 クリスタル映像）
- 夏目ナナと行く! 一泊二日ヤリまくり! イキまくり! 湯けむり温泉バスツアー 美巨乳美人3人と朝から晩までバスの中・宴会場・大浴場・密室で超濃厚H三昧!（3月4日、SODクリエイト）…
- 騎られ男と腰フリ女（3月15日、ワープエンタテインメント）
- Eros #1（3月19日 桃太郎映像出版）
- ボインお姉さん僕を好きにして下さい どう、柔らかい?いっぱい挟んであげる（3月25日、アテナ映像）
- DEEP INSIDE HOLE #13（4月7日、桃太郎映像出版）オムニバス作品
- オナニスト 第13章 40人のズリマン女（4月10日、隼エージェンシー）
- 私は痴女・3 3時間DX猪突淫唇!! 叱咤激淫!!（5月19日、クリスタル映像）オムニバス式作品
- ザーメン中毒2時間（5月19日、メディアバンク）
- もぐちん図鑑（5月25日、無敵屋）オムニバス作品
- 一流企業OLを襲いたい あなたのために（6月7日、桃太郎映像出版）オムニバス作品
- 美乳の殿堂（6月10日、ラストラス）
- うまなみプレゼンツ19 女子大生 4時間（6月16日、おかず。）うまなみ。作品『本物!素人女子大生』のセルDVD化作品、
- 結婚したら妻が痴女（6月19日、クロス）
- フェラマニア 究極ヌき女優編（6月19日、桃太郎映像出版）
- 美少女狩り 2（6月23日、クリスタル映像）
- 淫らなお姉さんは好きですか DX（7月21日、クリスタル映像）オムニバス作品
- 巨乳OL12連発!!（7月21日、クリスタル映像）他多数出演
- スーパーGスポットSPXXX 14（10月20日、クリスタル映像）

### イメージビデオ
- 青木りん / EIGHT〜Lesbian〜（2005年11月22日、レイフル）